# Grand Bassa
Grand Basa – jeden z piętnastu okręgów Liberii. Stolicą Grand Bassa jest Buchanan.
W Grand Bassa mieszkało dwóch XIX-wiecznych prezydentów Liberii - Joseph James Cheeseman i Anthony Gardiner.
Okręg Grand Bassa dzieli się na 6 dystryktów.